# Motel (pel·lícula)
Motel és una pel·lícula mexicana dirigida per Luis Mandoki de 1983 protagonitzada per José Alonso, Blanca Guerra i Salvador Sánchez.

## Argument i sinopsi
Una parella administra un motel en un poble de Mèxic, al qual arriba allotjar-se una anciana amb una gran quantitat de diners. La parella decideix robar-la. Un compare de l'anciana avisa a la policia de la seva desaparició pel que un policia assetja a la parella fins a arruïnar la seva relació.

## Producció
Motel va ser rodada en locacions de l'Estat de Tlaxcala entre desembre de 1982 i gener de 1983. L'assistència de direcció va ser de Michael Love, la producció va ser a càrrec d'Abraham Cherem i la companyia productora va ser Cherem & Mandoki S. a. de C.V. El guió va ser d'Abraham Cheren i Jordi Arenas. L'edició va ser de Francisco Chiu, la direcció musical d'Eduardo Díazmuñoz G., el so de Miguel Sandoval, la fotografia fixa de Carlos Somonte, la direcció de fotografia de Miguel Garzón, l'attrezzo de María T. Cas, el vestuari de Laura Díaz, el maquillatge de María C. Hernández i l'ambientació d'Olga Salas.

## Repartiment
- José Alonso - Andrés Camargo
- Blanca Guerra - Marta Holtz
- Salvador Sánchez - Julián Cargas
- Carmelita González - Carolina López
- Ignacio Retes - Córdova
- Salvador Garcini - Andréz Pérez
- Eduardo López Rojas - Martínez
- Humberto Enríquez - Juan
- Rodolfo de Alejandre - Mielero
- Teresa Palma - Mielera
- Ernesto Yáñez - mecànic
- Ana María Olabuenaga - dona caderes
- Juan Ángel Martínez - burócrata
- Peñita - mesero
- Rafael Torres - mesero cabaret
- Lorena Montana - stripteaser
- Grupo Azor - músics de cabaret

## Recepció
La pel·lícula va ser estrenada el 29 de març de 1984 als cinemes Metropolitan, Insurgentes 70, Chapultepec, Carrusel, Galaxia y Madrid. La seva exhibició va ser prohibida al cinema Morelos de la ciutat de Toluca per la llavors regidora Olivia López y López, al·legant que la mateixa no havia estat dictaminada per la Secretaría de Gobernación. La pel·lícula va ser exhibida en els festivals de Sant Sebastià, Biarritz, en la Setmana del Cinema Mexicà de Parisi en la XVI Mostra Internacional de Cinema de la Cineteca Nacional.
Va ser publicada en vídeo en 1989.

## Crítiques
- Fernando Celín del diari Novedades va qualificar com a "excel·lent" la realització tècnica de la pel·lícula com la fotografia, els detalls, l'adreça actoral. Va criticar d'altra banda el "conformisme en l'escriptura cinematogràfica" del director. També la va relacionar a El carter sempre truca dues vegades de James Cain i les seves diverses adaptacions cinematogràfiques.[5]
- Lucinda Vázquez Cruz a Variety va criticar que el film contenia diverses escenes amb actituds misògines i que promovien "una visió anacrònica de les dones".[6]
- Nelson Carro va criticar la pel·lícula considerant com a positives les actuacions, les locaciones i la fluïdesa narrativa de la pel·lícula, però va considerar que algunes escenes eren prescindibles "la sang i l'erotisme són gratuïts", va escriure. "Un bon exercici d'estil que, no obstant això, s'assembla més a un treball escolar que a una obra personal".[7]
- Eduardo De La Vega a El Nacional va criticar que les actuacions dels policies i detectius mexicans poc s'assemblaven als mostrats en la cinta de Motel. Va comentar positivament la qualitat del film i la seva professionalitat. Va destacar la influència de Cavar un foso d'Adolfo Bioy Casares a la cinta.[8]
- Juan Manuel Tort va qualificar com a bo el film i la intenció de Mandoki d'innovar al cinema mexicà. "Ni millor ni pitjor que el tradicional però amb una cerca de tons diferents".[3]

## Premis
- Premi Ariel a la millor coactuació femenina, 1984
- Diosa de Plata per actuació femenina a Carmelita González